# ويليام بيري هاي
ويليام بيري هاي (بالإنجليزية: William Perry Hay) هو عالم قشريات ‏ وعالم نبات أمريكي، ولد في 8 ديسمبر 1872 في يوركا في الولايات المتحدة، وتوفي في 1947.